# 라스트 송 (2010년 영화)
《라스트 송》(영어: The Last Song)은 2010년 공개된 미국의 성장 청춘 로맨틱 드라마 영화이다. 니컬러스 스파크스가 2009년에 펴낸 동명 소설을 원작으로 한다.

## 출연
- 마일리 사이러스
- 리엄 헴즈워스
- 그레그 키니어
- 켈리 프레스턴
- 보비 콜먼
- 닉 래셔웨이
- 칼리 체이킨
- 애덤 바넷
- 케이트 버넌
- 닉 서시
- 멀리사 오드웨이
- 캐리 맬러브리
- 로다 그리피스
- 랜스 E. 니컬스
- 핼럭 빌스
- 스테퍼니 리 슐런드

## 기타 제작진
- 공동 제작: 다라 와인트라우브
- 배역: 어맨다 매키 존슨, 캐시 샌드리치
- 미술: 넬슨 코츠
- 세트: 제임스 에드워드 페럴 주니어
- 의상: 루이즈 프로글리